# Prionotus
Prionotus is een geslacht van straalvinnige vissen uit de familie van ponen (Triglidae). Het geslacht is voor het eerst wetenschappelijk beschreven in 1801 door Bernard Germain de Lacépède.

## Soorten
De volgende soorten zijn bij het geslacht ingedeeld:
- Prionotus alatus (Goode & Bean, 1883)
- Prionotus albirostris (Jordan & Bollman, 1890)
- Prionotus beanii (Goode & Bean, 1896)
- Prionotus birostratus (Richardson, 1844)
- Prionotus carolinus (Linnaeus, 1771)
- Prionotus evolans (Linnaeus, 1766)
- Prionotus horrens (Richardson, 1844)
- Prionotus longispinosus (Teague, 1951)
- Prionotus martis (Ginsburg, 1950)
- Prionotus miles (Jenyns, 1840)
- Prionotus murielae (Mobray, 1928)
- Prionotus nudigula (Ginsburg, 1950)
- Prionotus ophryas (Jordan & Swain, 1885)
- Prionotus paralatus (Ginsburg, 1950)
- Prionotus punctatus (Bloch, 1793)
- Prionotus roseus (Jordan & Evermann, 1887)
- Prionotus rubio (Jordan, 1886)
- Prionotus ruscarius (Gilbert & Starks, 1904)
- Prionotus scitulus (Jordan & Gilbert, 1882)
- Prionotus stearnsi (Jordan & Swain, 1885)
- Prionotus stephanophrys (Lockington, 1881)
- Prionotus teaguei (Briggs, 1956)
- Prionotus tribulus (Cuvier & Valenciennes, 1829)